# Johnny Wheeler
Johnny Wheeler (Crosby, 1928. július 26. – 2019. november 16.) válogatott angol labdarúgó, fedezet.

## Pályafutása

### Klubcsapatban
1946 és 1951 között a Tranmere Rovers, 1951 és 1956 között a Bolton Wanderers, 1956 és 1963 között a Liverpool, 1963-től a New Brighton labdarúgója volt.

### A válogatottban
1954-ben egy alkalommal szerepelt az angol válogatottban.